# Narválfélék
A narválfélék (Monodontidae) az emlősök (Mammalia) osztályának párosujjú patások (Artiodactyla) rendjébe, ezen belül a cetek (Cetacea) alrendágába tartozó család.
A családba 2 recens faj tartozik.

## Előfordulásuk
Az Északi-sark környéki tengerekben honosak.

## Rendszerezés
A családba az alábbi 2 alcsalád és 6 monotipikus nem tartozik; a 6 felfedezett fajból manapság már csak 2 létezik:
- Delphinapterinae
  - †Casatia Bianucci, Pesci, Collareta & Tinelli, 2019
    - †Casatia thermophila Bianucci, Pesci, Collareta & Tinelli, 2019[3]

  - Delphinapterus Lacépède, 1804
    - beluga (Delphinapterus leucas) (Pallas, 1776)
- Monodontinae
  - †Bohaskaia Vélez-Juarbe & Pyenson, 2012
    - †Bohaskaia monodontoides Vélez-Juarbe & Pyenson, 2012[4]

  - Monodon Linnaeus, 1758
    - narvál (Monodon monoceros) Linnaeus, 1758
- incertae sedis azaz „bizonytalan helyzetű” a családon belül
  - †Denebola Barnes, 1984
    - †Denebola brachycephala Barnes, 1984

  - †Haborodelphis
    - †Haborodelphis japonicus

### Fordítás
- Ez a szócikk részben vagy egészben  a   Monodontidae című angol Wikipédia-szócikk ezen változatának fordításán alapul.  Az eredeti cikk szerkesztőit annak laptörténete sorolja fel. Ez a jelzés csupán a megfogalmazás eredetét és a szerzői jogokat jelzi, nem szolgál a cikkben szereplő információk forrásmegjelöléseként.